# Konsulat Generalny Rzeczypospolitej Polskiej w Strasburgu
Konsulat Generalny Rzeczypospolitej Polskiej w Strasburgu (fr. Consulat Général de la République Pologne à Strasbourg) – polska misja konsularna w Republice Francuskiej istniejąca w latach 1920–1939, 1969–1981 i do 2008.
Od 1992 pod tym samym adresem funkcjonuje Stałe Przedstawicielstwo Rzeczypospolitej Polskiej przy Radzie Europy.

## Kierownicy placówki
- 1920–1926 – Jan Dereziński, konsul
- 1926–1929 – Tadeusz Nieduszyński, konsul
- 1929–1931 – Bogdan Samborski, konsul
- 1931–1936 – Jerzy Lechowski, konsul generalny
- 1937 – Wacław Czosnowski, konsul
- 1937–1939 – Tadeusz Nagórny, konsul[10]

- 1945 – Tadeusz Nagórny, konsul
- 1980 – Jan Bojko, konsul generalny
- 1990–1992 – Wacław Janas, konsul generalny
- 1992–1994 – Piotr Chruszczyński, konsul generalny
- 1994–1998 – Maciej Lewandowski, konsul generalny
- 1998–2002 – Wanda Krystyna Kalińska, konsul generalny
- 2003–2008 – Piotr Szymanowski, konsul generalny